# Lijst van voetbalinterlands Kenia - Nigeria
Deze lijst van voetbalinterlands is een overzicht van alle officiële voetbalwedstrijden tussen de nationale teams van Kenia en Nigeria. De landen speelden tot op heden vijftien keer tegen elkaar. De eerste ontmoeting was een vriendschappelijke wedstrijd op 8 februari 1976 in Nairobi. Het laatste duel, een kwalificatiewedstrijd voor het Wereldkampioenschap voetbal 2014, werd gespeeld in Nairobi op 5 juni 2013.

## Wedstrijden
| №  | Plaats  | Datum            | Competitie           | Wedstrijd       | Uitslag |
| -- | ------- | ---------------- | -------------------- | --------------- | ------- |
| 1  | Nairobi | 8 februari 1976  | Vriendschappelijk    | Kenia − Nigeria | 1 − 1   |
| 2  | Nairobi | 3 augustus 1981  | Vriendschappelijk    | Kenia − Nigeria | 1 − 3   |
| 3  | Nairobi | 6 april 1985     | WK 1986 kwalificatie | Kenia − Nigeria | 0 − 3   |
| 4  | Lagos   | 20 april 1985    | WK 1986 kwalificatie | Nigeria − Kenia | 3 − 1   |
| 5  | Rabat   | 14 maart 1988    | Afrika Cup 1988      | Nigeria − Kenia | 3 − 0   |
| 6  | Dakar   | 14 januari 1992  | Afrika Cup 1992      | Nigeria − Kenia | 2 − 1   |
| 7  | Nairobi | 12 januari 1997  | WK 1998 kwalificatie | Kenia − Nigeria | 1 − 1   |
| 8  | Lagos   | 7 juni 1997      | WK 1998 kwalificatie | Nigeria − Kenia | 3 − 0   |
| 9  | Lagos   | 4 mei 2002       | Vriendschappelijk    | Nigeria − Kenia | 3 − 0   |
| 10 | Nairobi | 27 mei 2007      | Vriendschappelijk    | Kenia − Nigeria | 0 − 1   |
| 11 | Abuja   | 7 juni 2009      | WK 2010 kwalificatie | Nigeria − Kenia | 3 − 0   |
| 12 | Nairobi | 14 november 2009 | WK 2010 kwalificatie | Kenia − Nigeria | 2 − 3   |
| 13 | Abuja   | 29 maart 2011    | Vriendschappelijk    | Nigeria − Kenia | 3 − 0   |
| 14 | Calabar | 23 maart 2013    | WK 2014 kwalificatie | Nigeria − Kenia | 1 − 1   |
| 15 | Nairobi | 5 juni 2013      | WK 2014 kwalificatie | Kenia − Nigeria | 0 − 1   |

## Samenvatting
| Competitie        | Totaal gespeeld | Winst Kenia | Gelijk | Winst Nigeria | Doelsaldo Kenia – Nigeria |
| ----------------- | --------------- | ----------- | ------ | ------------- | ------------------------- |
| WK-kwalificatie   | 8               | 0           | 2      | 6             | 5 − 18                    |
| Afrika Cup        | 2               | 0           | 0      | 2             | 1 − 5                     |
| Vriendschappelijk | 5               | 0           | 1      | 4             | 2 − 11                    |
| Totaal            | 15              | 0           | 3      | 12            | 8 − 34                    |

## Details

### Derde ontmoeting
| WK 1986 kwalificatie (Nairobi, Kenia, 6 april 1985): |       |                                                        |
| Kenia                                                | 0 – 3 | Nigeria                                                |
|                                                      | goals | 12' Humphrey Edobor 45' Dahiru Sadi 47' Rashidi Yekini |

### Vierde ontmoeting
| WK 1986 kwalificatie (Lagos, Nigeria, 20 april 1985): |       |                  |
| Nigeria                                               | 3 – 1 | Kenia            |
| Dahiru Sadi 18' Rashidi Yekini 20' Yisa Shofoluwe 89' | goals | ??' Joel Masinga |

### Zesde ontmoeting
| Afrika Cup (Dakar, Senegal, 14 januari 1992): |       |                         |
| Nigeria                                       | 2 – 1 | Kenia                   |
| Rashidi Yekini 7' Rashidi Yekini 15'          | goals | 89' (pen.) Mickey Weche |

KFF · Selecties · Keniaans vrouwenelftal
1926 – 1939 · 
1940 – 1949 · 
1950 – 1959 · 
1960 – 1969 · 
1970 – 1979 · 
1980 – 1989 · 
1990 – 1999 · 
2000 – 2009 · 
2010 – 2019 ·
2020 − 2029
Algerije ·
Angola ·
Australië ·
Bahrein ·
Botswana ·
Burkina Faso ·
Burundi ·
Centraal-Afrikaanse Republiek ·
China ·
Comoren ·
Congo-Brazzaville ·
Congo-Kinshasa ·
Djibouti ·
Egypte ·
Equatoriaal-Guinea ·
Eritrea ·
Ethiopië ·
Gabon ·
Gambia ·
Ghana ·
Guinee ·
Guinee-Bissau ·
India ·
Indonesië ·
Irak ·
Iran ·
Ivoorkust ·
Jemen ·
Jordanië ·
Kaapverdië ·
Kameroen ·
Koeweit ·
Lesotho ·
Liberia ·
Libië ·
Madagaskar ·
Malawi ·
Maleisië ·
Mali ·
Marokko ·
Mauritanië ·
Mauritius ·
Mozambique ·
Namibië ·
Nieuw-Zeeland ·
Nigeria ·
Oeganda ·
Oman ·
Pakistan ·
Qatar ·
Rusland ·
Rwanda ·
Senegal ·
Seychellen ·
Sierra Leone ·
Soedan ·
Somalië ·
Swaziland ·
Taiwan ·
Tanzania ·
Thailand ·
Togo ·
Trinidad en Tobago ·
Tunesië ·
Verenigde Arabische Emiraten ·
Zambia ·
Zimbabwe ·
Zuid-Afrika ·
Zuid-Korea ·
Zuid-Soedan ·
Zwitserland
NFA · A-internationals · Selecties · Bondscoaches · Statistieken · Nigeriaans vrouwenelftal · Olympisch elftal · Nigeria U21 · Nigeria U20 · Nigeria U19 · Nigeria U18 · Nigeria U17
1950 – 1959 · 
1960 – 1969 · 
1970 – 1979 · 
1980 – 1989 · 
1990 – 1999 · 
2000 – 2009 · 
2010 – 2019 ·
2020 − 2029
CC 1995 · 
CC 2013
WK 1994 · 
WK 1998 · 
WK 2002 · 
WK 2010 · 
WK 2014 · 
WK 2018
OS 1968 · 
OS 1980 · 
OS 1988 · 
OS 1996 · 
OS 2000 · 
OS 2008 · 
OS 2016
1949 · 
1950 · 1951 · 1952 · 1953 · 1954 · 
1955 · 
1956 · 
1957 · 
1958 · 
1959 · 
1960 · 
1961 · 
1962 · 
1963 · 
1964 · 
1965 · 
1966 · 
1967 · 
1968 · 
1969 · 
1970 · 
1971 · 
1972 · 
1973 · 
1974 · 
1975 · 
1976 · 
1977 · 
1978 · 
1979 · 
1980 · 
1981 · 
1982 · 
1983 · 
1984 · 
1985 · 
1986 · 
1987 · 
1988 · 
1989 · 
1990 · 
1991 · 
1992 · 
1993 · 
1994 · 
1995 · 
1996 · 
1997 · 
1998 · 
1999 · 
2000 · 
2001 · 
2002 · 
2003 · 
2004 · 
2005 · 
2006 · 
2007 · 
2008 · 
2009 · 
2010 · 
2011 · 
2012 · 
2013 · 
2014 ·
2015 ·
2016 ·
2017 ·
2018 ·
2019 ·
2020 ·
2021 ·
2022
Algerije ·
Angola ·
Argentinië ·
Australië ·
Benin ·
Bosnië en Herzegovina ·
Botswana ·
Brazilië ·
Bulgarije ·
Burkina Faso ·
Burundi ·
Canada ·
Centraal-Afrikaanse Republiek ·
Colombia ·
Congo-Brazzaville ·
Congo-Kinshasa ·
Costa Rica ·
Denemarken ·
Duitsland ·
Ecuador ·
Egypte ·
Engeland ·
Equatoriaal-Guinea ·
Eritrea ·
Ethiopië ·
Frankrijk ·
Gabon ·
Gambia ·
Georgië ·
Ghana ·
Griekenland ·
Guinee ·
Guinee-Bissau ·
Ierland ·
IJsland ·
Indonesië ·
Iran ·
Italië ·
Ivoorkust ·
Jamaica ·
Japan ·
Joegoslavië ·
Jordanië ·
Kaapverdië · 
Kameroen ·
Kenia ·
Kroatië ·
Lesotho ·
Liberia ·
Libië ·
Luxemburg ·
Madagaskar ·
Malawi ·
Mali ·
Marokko ·
Mexico ·
Mozambique ·
Namibië ·
Nederland ·
Niger ·
Noord-Korea ·
Noord-Macedonië ·
Noorwegen ·
Oeganda ·
Oekraïne ·
Oezbekistan ·
Oostenrijk ·
Paraguay ·
Peru ·
Polen ·
Portugal ·
Roemenië ·
Rwanda ·
Saoedi-Arabië ·
Sao Tomé en Principe ·
Schotland ·
Senegal ·
Servië ·
Seychellen ·
Sierra Leone ·
Soedan ·
Spanje ·
Swaziland ·
Tahiti ·
Tanzania ·
Thailand ·
Togo ·
Tsjaad ·
Tsjechië ·
Tunesië ·
Uruguay ·
Venezuela ·
Verenigde Staten ·
Zambia ·
Zimbabwe ·
Zuid-Afrika ·
Zuid-Korea ·
Zweden ·
Zwitserland
Argentinië (2010) ·
Argentinië (2014) ·
Argentinië (2018) ·
Bosnië en Herzegovina (2014) ·
Burkina Faso (2013) ·
Frankrijk (2014) ·
Iran (2014) ·
IJsland (2018) ·
Kroatië (2018) ·
Zuid-Korea (2010)